# 한밤

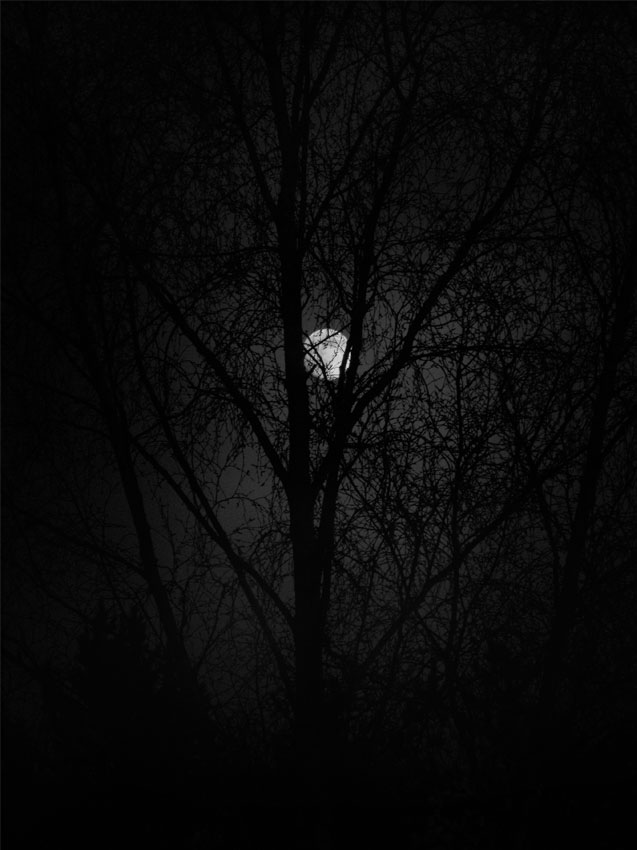
한밤에 찍은 사진

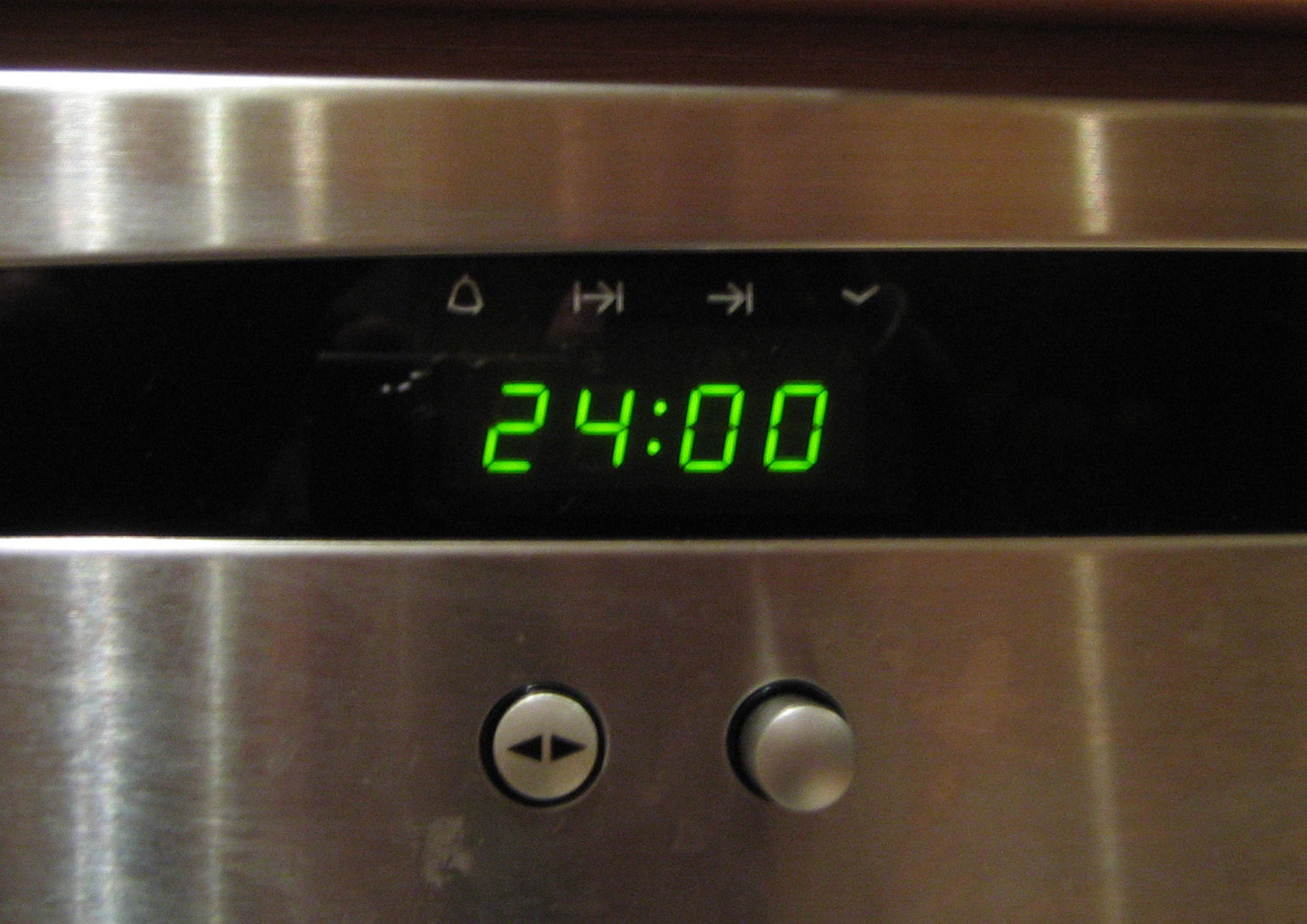

한밤(문화어: 재밤), 한밤중, 자정(子正)은 밤 12시 무렵을 의미하는 말이다. 보통, 하루가 끝나고 다음 하루가 시작되는 때, 곧 날짜가 바뀌는 때를 말한다. 이와 반대말로는 한낮 또는 정오라고 한다.
서양에서 말하는 midnight(한밤의 영어 낱말)는 날짜가 바뀔 때 특정한 날에서 다음 날로 바뀌는 시간이지만, 본래 천문학적으로는 해넘이와 해돋이(새벽)의 중간이며 이는 계절에 따라 달라진다. Solar midnight는 Solar noon의 반대 개념으로, 태양이 천저에 가장 가깝고 밤이 땅거미와 동틀녘으로부터 같은 거리에 있을 때를 말한다. 여기서 Solar midnight는 시간대보다 경도에 의존한다.
여름철 무렵 백야가 일어나는 지역은 한밤중에서도 태양이 있어서 그다지 어둡지 않는다. 대표적으로 노르웨이의 맨 북쪽에 위치한 노르카프라는 도시에서는 여름철 때마다 항상 태양이 지지 않고 이 무렵에는 태양이 가장 낮은 지평선 북쪽에 위치해 있다.

## 같이 보기
- 오전
- 정오
- 오후
- 백야